# Le Retour de Kane

Le Retour de Kane est un recueil de nouvelles fantastiques signées par Robert E. Howard et mettant en scène le personnage éponyme de Solomon Kane. Ces textes épars furent rassemblés par Ramsey Campbell en 1978 et 1979 pour l'édition américaine chez Bantam Books. Ce second tome des aventures de Solomon Kane fut publié sous le titre original Solomon Kane: The Hills of the Deaden 1979 et est la suite sinon chronologique au moins éditoriale du premier recueil : Solomon Kane.

## Éditions françaises
- Aux éditions NéO, en mars 1982  (ISBN 9782730401302)
- Aux éditions Fleuve noir, en octobre 1991  (ISBN 9782265045590)
- Aux éditions Bragelonne, dans une intégrale reprenant ce tome et le précédent, parue en août 2008  (ISBN 9782352942047) et rééditée en décembre 2013  (ISBN 9782352947158)

## Nouvelles
(Présentées dans l'ordre retenu par la publication française)
1. Les Collines de la Mort (The Hills of the Dead - 1930)[1]
2. L'Epervier de Basti (Hawk of Basti - 1978)[2]
3. Le retour de Sir Richard Grenville [poème] (The Return of Sir Richard Greenville)[3]
4. Des ailes dans la nuit (Wings in the Night - 1932)[4]
5. Des bruits de pas à l'intérieur ! (The Footfalls Within - 1931)[5]
6. Les Enfants d'Assur (The Children of Assur - 1978)[2]
7. Solomon Kane : La fin du voyage ? [poème] (Solomon Kane's Homecoming)[6]